# Ōfuna-Kannon
Die Ōfuna-Kannon (japanisch 大船観音) ist eine freistehende Kannon-Skulptur auf einer Anhöhe in der ehemaligen Stadt Ōfuna (seit 1948 zu Kamakura) in der Präfektur Kanagawa, Japan.

## Geschichte
Um das Wesen der Kannon als befriedende Heilige zu verbreiten, regten Premierminister Kiyoura Keigo, sowie das Mitglied im Geheimen Staatsrat, Kaneko Kentarō, und weitere Personen an, eine Kannon-Statue zu errichten, die dann 1929 vom Bildhauer Yamazaki Chōun begonnen wurde. 1934 war man schon auf gutem Wege, aber dann wurde das Unternehmen abgebrochen – vielleicht weil einer der Förderer starb, weil das Geld ausging oder weil der Japanisch-Chinesische Krieg begonnen hatte.
Nach dem Ende des Pazifikkriegs setzte sich das Oberhaupt der Sōtō-Richtung des Buddhismus, Takashina Rūsen (高階 瓏仙; 1876–1968) für die Weiterarbeit ein und konnte Unternehmer wie Gotō Keita und andere 1954 für den Zusammenschluss zur „Ōfuna Kannon Gesellschaft“ (大船観音協会, Ōfuna Kannon Kyōkai) für die Finanzierung gewinnen. Drei Jahre später hatte man die Mittel zusammengebracht, so dass man den Bildhauer Yamamoto Toyoichi (1899–1987) mit der Fertigstellung der Skulptur beauftragen konnte. Die Einweihung fand 1960 statt.

## Die Anlage
Die Kannon-Figur steht auf halber Höhe auf einem Berghang, etwa zweihundert Meter westlich des Bahnhofs Ōfuna. Zu ihr führt etwas rechts eine Steintreppe hinaus. Die Figur ist rund 24 m hoch, hat eine Breite von 18 m und ist aus 15 Tonnen Beton hergestellt. Am Haupt befindet sich ein Kebutsu (化仏), also eine kleine Heiligenfigur. An der Brust ist mit einer Umhängekette (瓔珞, Yōraku) geschmückt. – Man kann in die Kannon-Figur eintreten: dort ist ein winziges Modell der Statue aufgestellt. Auf der Höhe hinter der Kannon steht eine Schatzpagode (多宝塔, Tahōtō), die jedoch nicht allgemein zugänglich ist.
Auf dem Gelände unterhalb der Kannon stehen die Gebäude Jikōdō (慈光堂) und Shōshinkaku (照心閣) sowie eine Gedächtnis-Stele anlässlich der 25. Wiederkehr der Atombombenangriffe. Als sich Ōfuna Kannon-Gesellschaft 1981 auflöste, wurde unterhalb der Kannon auf Betreiben des damaligen Oberhauptes der Sōtō-Schule, Otogawa Kin'ei (乙川 瑾瑛), der Ōfuna-Kannon-Tempel (大船観音寺) errichtet.